# ریموند کارهارت
ریموند تئودور کارهارت (زاده ۲۸ مارس ۱۹۱۲ - درگذشته ۲ اکتبر ۱۹۷۵) آسیب‌شناس گفتار-زبان (SLP) بود. او اغلب به عنوان «پدر شنوایی‌شناسی» شناخته می‌شود.

## سنین جوانی و تحصیل
کارهارت در ۲۸ مارس ۱۹۱۲ در مکزیکو سیتی در خانواده ریموند آلبرت و ادیت (نوبل) کارهارت به دنیا آمد. ریموند آلبرت یک مبلغ متدیست بود که پدرش، آلبرت الیجا کارهارت، واعظ اعتدال بود.
کارهارت در دانشگاه داکوتا وسلیان (لیسانس در گفتار و روان‌شناسی، ۱۹۳۲) و در دانشگاه نورث وسترن (MA، ۱۹۳۴، و دکترا، ۱۹۳۶، در رشتهٔ آسیب‌شناسی گفتار، آواشناسی تجربی و روان‌شناسی) تحصیل کرد.

## تحقیق و شغل
کارهارت تا سال ۱۹۴۴ در نورث وسترن ماند، ابتدا به عنوان مربی در آموزش مجدد گفتار و سپس به عنوان دستیار (۱۹۴۰) و دانشیار (۱۹۴۳). او در سال ۱۹۴۴ به گروه اداری پزشکی ارتش ایالات متحده پیوست و تا سال ۱۹۴۶ در باتلر، پنسیلوانیا کار کرد. او در سال ۱۹۴۷ به نورث وسترن بازگشت و تا زمان مرگش در سال ۱۹۷۵ در آنجا ماند
منطقه هرتز بیماران مبتلا به اتواسکلروز اولین بار توسط ریموند کارهارت گزارش شد و به همین دلیل به نام ریموند کارهارت نامگذاری شد.